# Extenzív mennyiség
Az extenzív mennyiség olyan fizikai mennyiség, amelyeknek az értéke a rendszer mennyiségétől – ami kémiai jelenségek esetén az alkotó részecskék számával arányos – függ. Ezzel szemben az intenzív mennyiség független a rendszer mennyiségétől, nagyságától. Az extenzív mennyiségek additívak, mindig előjelesen összegződnek.
- Az extenzív mennyiségek additívak (összeadódóak). Legismertebb példája a tömegek összeadhatósága.
- Az intenzív mennyiségek nagysága mindaddig változik, amíg az egyensúlyi állapot be nem következik. Ez az extenzív mennyiségek áramlásával valósul meg (transzport). Példaként tekintsünk két kamrát, amelyek egyikében oxigén van, a másikban nitrogén. Ez két különböző anyag koncentrációja. Ha a kamrák közötti falat elhúzzuk, a koncentrációk különbsége azonnal elkezd kiegyenlítődni, mégpedig úgy, hogy az oxigén beáramlik az előzőleg nitrogénnel telt térbe, a nitrogén viszont az oxigénnel telt térbe. Ez tehát a rendszert alkotó anyagok áramlásával valósul meg, és mindkét anyag megnöveli a térfogatát.

## Extenzív mennyiségek jellemzése
A fizikai mennyiségek jelentős része extenzív sajátságú. Például: a tömeg, az anyagmennyiség, a térfogat, az energia, a hőkapacitás stb.
Az extenzív mennyiségből intenzív mennyiség képződik, ha azt tömegegységre, vagy az anyag egységnyi anyagmennyiségére vonatkoztatjuk. Első esetben fajlagos mennyiséget, második esetben moláris mennyiséget kapunk.
Például a térfogat extenzív mennyiség. Ha az anyag térfogatát tömegegységre vonatkoztatjuk (elosztjuk a tömegével), a fajlagos térfogatot, ha az anyagmennyiségre vonatkoztatjuk (elosztjuk az anyagmennyiségével), akkor a moláris térfogatot kapjuk. Mindkét fizikai mennyiség intenzív sajátság.

## Összehasonlító táblázat
| Extenzív tulajdonság             | jele | SI egysége | intenzív tulajdonság                      | jele | SI egysége |
| -------------------------------- | ---- | ---------- | ----------------------------------------- | ---- | ---------- |
| Térfogat                         | V    | m³         | fajlagos térfogat                         | v    | m³/kg      |
| Belső energia                    | U    | J          | fajlagos belső energia                    | u    | J/kg       |
| Entrópia                         | S    | J/K        | fajlagos entrópia                         | s    | J/(kg·K)   |
| Entalpia                         | H    | J          | fajlagos entalpia                         | h    | J/kg       |
| Szabadentalpia (Gibbs-függvény)  | G    | J          | fajlagos szabadentalpia                   | g    | J/kg       |
| Helmholtz szabadenergia          | F    | J          | fajlagos szabadenergia                    | f    | J/kg       |
| Hőkapacitás (állandó térfogaton) | CV   | J/K        | fajlagos hőkapacitás (állandó térfogaton) | cv   | J/(kg·K)   |
| Hőkapacitás (állandó nyomáson)   | CP   | J/K        | fajlagos hőkapacitás (állandó nyomáson)   | cP   | J/(kg·K)   |

A fajlagos mennyiségek legtöbbjéről nincs önálló szócikk, definíciójukat a hozzájuk tartozó extenzív mennyiség szócikkében találjuk
Szabadentalpia: {\displaystyle G=U+pV-TS-\sum \mu _{i}N_{i}}
Helmholtz szabadenergia: {\displaystyle F=U-TS-\sum \mu _{i}N_{i}}
ahol N a részecskék (molekulák, vagy atomok) száma
Értelemszerűen a kapcsolódó intenzív mennyiségek képezhetők. Például a
fajlagos szabadentalpia: {\displaystyle g=u+pv-Ts-\sum \mu _{i}n_{i}}
ahol n az anyagmennyiség